# Boheems Massief

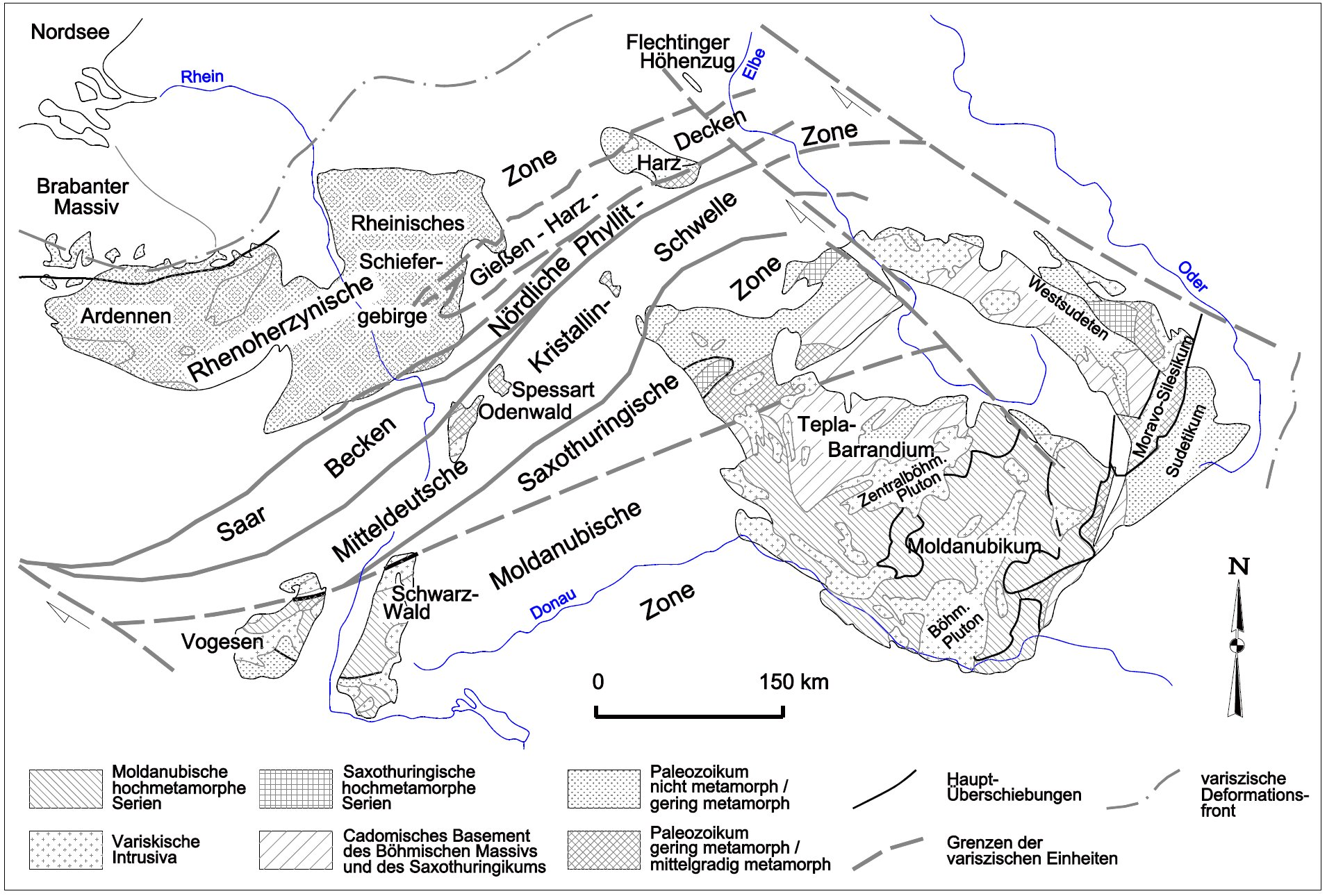
Overzicht van Hercynische massieven in Centraal-Europa. Het Boheems Massief ligt in het oosten.

Het Boheems Massief (Duits: Böhmische Masse of Böhmisches Massiv; Tsjechisch: Česká vysočina; Pools: Masyw Czeski) is een geologisch massief in Tsjechië, het noordoosten van Beieren, het noorden van Oostenrijk en het zuidwesten van Polen. In het massief dagzomen gesteenten die gedeformeerd werden tijdens de Hercynische orogenese en ouder zijn dan het Perm (meer dan 300 miljoen jaar oud).

## Geologie
Het Boheems Massief is net als verder naar het westen het Zwarte Woud en de Vogezen, een plek waar structuren en gesteenten uit het centrale deel van het Hercynische gebergte (de Saxothuringische en Moldanubische zones) aan het oppervlak liggen. Het bestaat uit kristallijne gesteenten, voornamelijk graniet en gneisen.
In het zuiden wordt het Boheems Massief begrensd door het Molassebekken, het voorlandbekken van de Alpen. Door de isostatische daling als gevolg van de vorming van de Alpen in het zuiden liggen de Hercynische gesteenten hier diep begraven onder relatief jonge, Tertiaire sedimenten.

## Geografie

### Indeling
Het Boheems Massief beslaat de volgende regio's:
- het Bohemer Woud dat het grensgebied tussen Duitsland, Oostenrijk en Tsjechië vormt;
- het Oberpfälzer Wald tussen Duitsland en Tsjechië;
- het Beierse Woud in het oosten van Beieren;
- het Gratzener Bergland tussen Oostenrijk en Tsjechië;
- het Oostenrijkse Gneis- en granietplateau, dat het Mühlviertel en Waldviertel beslaat;
- de Českomoravská vrchovina tussen České Budějovice en Brno;
- het Fichtelgebergte tussen Tsjechië en het noorden van Beieren.

Aan de zuidrand van het Bekken van Wenen in Oostenrijk en Beieren komen ook nog enkele ontsloten stukken van het massief voor, zelfs ten zuiden van de Donau. Voorbeelden zijn het Dunkelsteinerwald in de Wachau, de Neustadtler Platte in de Strudengau, het Kürnberger Wald bij Linz, het Sauwald tussen Eferding en Passau en het Beierse Neuburger Wald bij Passau.

### Landschap
Het Boheems Massief bestaat grotendeels uit vlak afgeërodeerde plateaus. Het landschap bestaat uit glooiend heuvelland. De bodem bestaat vanwege het zure gesteente vaak uit cambisols. In lagere gebieden komt onder invloed van grondwater ook gley voor. Net als de andere middelgebergten van Centraal-Europa zijn de rivierpatronen onregelmatiger dan die in de door dekbladen en plooien gekarakteriseerde Alpiene gebergten verder naar het zuiden. De hoogvlakten zijn orografisch gezien gelijkvormiger. Enkele doorbraakdalen in het gebied zijn de Wachau, de Strudengau en het dal van de Donau van Vilshofen over Passau en de Schlögener Schlinge tot Aschach.